# Mjoön (Luleå)
Mjoön est une île de l’archipel de Luleå dans le comté de Norrbotten en Suède,.

## Présentation
Mjoön est une île située dans la partie sud de Degeröfjärden, dans l'archipel de Lule, à environ un kilomètre au nord-ouest de Småskär. 
L'île n'a pas de liaison permanente et elle abrite quelques résidences d'été.
L'île s’élève à peine à 10 mètres d'altitude et compte de nombreuses zones humides et prairies côtières d'une grande valeur naturelle. 
Sur l'île, poussent la langue de serpent, la crassula aquatica et l'odontite litoralis. 
Dans les années 1930, l’île fut ravagée par un incendie, à la suite duquel une forêt feuillue s’est développée. 
Au sud-est de l'île se trouve une zone de protection des oiseaux de Smulterskäret.